# El Fuji desde la colina Goten en Shinagawa en la Tōkaidō
El Fuji desde la colina Goten en Shinagawa en la Tōkaidō (東海道品川御殿山の不二	 Tōkaidō Shinagawa Goten'yama no Fuji?) es una estampa japonesa de estilo ukiyo-e obra de Katsushika Hokusai. Fue producida entre 1830 y 1832 como parte de la célebre serie Treinta y seis vistas del monte Fuji, a finales del período Edo. Se trata de la única obra de la serie que retrata el fenómeno de la floración del cerezo.

## Escenario
La escena se ubica en Goten-yama, una colina al norte de Shinagawa, en Edo (la actual Tokio). Su nombre, «Montaña del Palacio», proviene de la creencia de que en su cima se encontraba una villa del shōgun. Shinagawa era la primera parada de las cincuenta y tres estaciones de la ruta Tōkaidō, aproximadamente a 8 kilómetros de Nihonbashi, el punto de partida. Gracias a sus vistas a la bahía de Sagami y sus cerezos plantados durante el período Kanbun (1661-72) era un lugar de pícnic popular. En la impresión, Hokusai muestra la colina con los cerezos en flor y representa a los árboles de forma característica: las flores crecen antes que sus nuevas hojas, lo que hace que «las masas florales sean de un rosa denso y puro».

## Descripción
La impresión consiste en una xilografía policromada, de tinta y color sobre papel en formato de 24.1 cm de alto por 35.9 de ancho. La composición es una de las más detalladas de la serie, a diferencia de otras obras más sutiles como Fuji rojo o Tormenta debajo de la cumbre. Se trata de una vista del monte Fuji, a través de la bahía de Sagami y troncos de cerezos, con colinas salpicando el término medio.
A la izquierda, algunos excursionistas han extendido una alfombra roja, donde se sientan a beber sake. Los grupos de familiares suben por la colina con sus hijos a hombros, y otros están ebrios y bailan jovialmente mientras agitan sus abanicos. Todos tienen algo en común: son indiferentes al paisaje, al monte Fuji, al océano y a las flores por las que acudieron al lugar. Los japoneses tienen un dicho para este caso, «los dango son mejores que las flores» (hana yori dango). Este significa que «beber y comer es más divertido que mirar flores».